# Magyar Mozgókép Díj a legjobb jelmeztervezőnek
A Magyar Mozgókép Díj a legjobb jelmeznek (korábban Magyar Filmdíj) elismerés a 2014-ben alapított Magyar Filmdíjak egyike, amelyet a Magyar Filmakadémia (MFA) tagjainak szavazata alapján ítélnek oda egy-egy év magyar filmterméséből legjobbnak tartott jelmezek tervezőjének.
A díjra történő jelölés nem automatikus; arra azon művek alkotói jöhetnek számításba, amelyeket beneveztek a Magyar Mozgókép Fesztiválra. Nevezni az előző év január 1. és december 31. között moziforgalmazásba került vagy kerülő (forgalmazói szándéknyilatkozattal rendelkező), illetve televíziós csatorna műsorára tűzött, vagy nemzetközi filmfesztiválon versenyben vagy versenyen kívül szerepelt művet lehet.
Miután a Filmakadémia látvány-, jelmez- és díszlettervező szekciójának tagjai január 1-je és 31-e között megnézték a benevezett műveket, titkos szavazással választják ki saját szakmájuk öt jelöltjét, akik felkerülnek a jelöltek listájára.
A listát február 1-jén hozzák nyilvánosságra. A jelölt alkotásokat a Magyar Filmhét műsorára tűzik.
A második körben az Akadémia tagjai e szűkített listáról választják ki egy újabb titkos szavazás során a díjra érdemesnek tartott személyt.
Az ünnepélyes díjátadóra Budapesten, a Magyar Filmhetet lezáró gálán kerül sor minden év március elején.
Az 1. Magyar Filmdíj kiosztásakor e kategóriát összevontan kezelték a legjobb díszlet- és látványtervező kategóriával, ennek megfelelően a hivatalos megnevezése Magyar Filmdíj a legjobb díszlet/látvány/jelmeznek volt.

## Díjak és jelölések
A nyertesek a táblázat első sorában, félkövérrel vannak jelölve. 2021 óta az alkotói teljesítményeket a műfajokat összevonva értékelik.
| Év (Gála)                | Díjazottak és jelöltek | Megjegyzés               |
| Csak játékfilm kategória | Csak játékfilm kategória | Csak játékfilm kategória |
| ------------------------ | --- | ------------------------ |
| 2016 (1.)                | - Hujber Balázs és Bárdosi Ibolya – Liza, a rókatündér - Horgas Péter és Jánoskúti Márta – Hajnali láz - Stork Csaba és Szakács Györgyi – Aglaja - Valcz Gábor és Breckl János – Isteni műszak - Valcz Gábor és Szakács Györgyi – Félvilág | [ 5 ] [ * 1 ]            |
| 2017 (2.)                | - Szakács Györgyi – A martfűi rém - Flesch Andrea – Tiszta szívvel - Pallós Nelli – Halj már meg - Sarah Tapescott – Jutalomjáték - Sztevanovity Szandra – Kút                                                                             | [ * 2 ]                  |
| 2018 (3.)                | - Bárdosi Ibolya – Kincsem - Breckl János – A Viszkis - Flesch Andrea – Budapest Noir - Juristovszky Sosa – 1945 - Lengyel Rita és Kemenesi Tünde – Brazilok                                                                               | [ * 3 ]                  |
| 2019 (4.)                | - Szakács Györgyi – Napszállta - Bárdosi Ibolya – X – A rendszerből törölve - Breckl János – A hentes, a kurva és a félszemű - Breckl János – Vándorszínészek - Sinkovits Judit – Lajkó – cigány az űrben                                  | [ * 4 ]                  |
| 2020 (5.)                | - Füzes Eszter – Drakulics elvtárs - Lengyel Rita – Akik maradtak - Sinkovics Judit – Valan – Az angyalok völgye - Schreiter Lilla – FOMO – Megosztod, és uralkodsz - Szlávik Juli – Guerilla                                              | [ * 5 ]                  |
| Összevont kategória      | |                          |
| 2021                     | - Ágh Márton – Természetes fény - Andó Ildikó és Marton Diána – Így vagy tökéletes - Breckl János – Post Mortem - Sinkovics Judit – Toxikoma - Lányi Fruzsina – Hab                                                                        | [ 6 ] [ * 6 ]            |
| 2022                     | - Flesch Andrea – A feleségem története - Giliga Ilka – Külön falka - Kemenesi Tünde – A játszma - Tóth Linda Rita – Legjobb tudomásom szerint - Keszei Borbála – Nagykarácsony                                                            | [ 7 ] [ * 7 ]            |
| 2023                     | - Breckl János – Béke – A nemzetek felett (posztumusz) - Klimó Péter – Nyugati nyaralás - Kemenesi Tünde – Blokád - Bárdosi Ibolya – Átjáróház - Nyitrai Karola és Kakas Réka – Magasságok és mélységek                                    | [ 8 ] [ 9 ]              |
| 2024                     | - Zelenka Nóra – Majdnem menyasszony - Tihanyi Ildikó – Lefkovicsék gyászolnak - Zelenka Nóra – Tündérkert – Kísértések kora - Szlávik Júlia – Cicaverzum - Szakács Györgyi – Semmelweis                                                   | [ 10 ] [ 11 ] [ 12 ]     |
| 2025                     | - Hakkel Borbála – Az utolsó lélek az ördögé - Lányi Fruzsina – Véletlenül írtam egy könyvet - Velich Rita – Most vagy soha! - Kemenesi Tünde – Hogyan tudnék élni nélküled? - Tordai Hajnal – Ők tudják, mi a szerelem                    | [ 13 ] [ 14 ]            |